# Ајанвил
Ајанвил (фр. Aillianville) насеље је и општина у североисточној Француској у региону Шампања-Ардени, у департману Горња Марна која припада префектури Шомон.
По подацима из 2011. године у општини је живело 166 становника, а густина насељености је износила 7,02 становника/km². Општина се простире на површини од 23,63 km². Налази се на средњој надморској висини од 428 метара.

## Демографија
| 1962. | 1968. | 1975. | 1982. | 1990. | 1999. | 2011. |
| ----- | ----- | ----- | ----- | ----- | ----- | ----- |
| 293   | 295   | 229   | 203   | 194   | 185   | 166   |

График промене броја становника у току последњих година